# Furen (Voxtorps socken, Småland)
Furen är en sjö i Ljungby kommun och Värnamo kommun i Småland och ingår i Lagans huvudavrinningsområde. Sjön är 14,4 meter djup, har en yta på 11,3 kvadratkilometer och befinner sig 151 meter över havet. Sjön avvattnas av vattendraget Skålån (Storån). Vid provfiske har bland annat abborre, braxen, gers och gädda fångats i sjön.

## Delavrinningsområde
Furen ingår i delavrinningsområde (632750-140050) som SMHI kallar för Utloppet av Furen. Delavrinningsområdets medelhöjd är 167 meter över havet och ytan är 54,92 kvadratkilometer. Räknas de 81 delavrinningsområdena uppströms in blir den ackumulerade arean 1 300,32 kvadratkilometer. Skålån (Storån) som avvattnar delavrinningsområdets har biflödesordning 2, vilket innebär vattnet flödar genom totalt 2 vattendrag innan det når havet efter 151 kilometer. Delavrinningsområdet består mestadels av skog (54 procent) och jordbruk (10 procent). Avrinningsområdet har 11,83 kvadratkilometer vattenytor vilket ger det en sjöprocent på 21,5 procent.

## Fisk
Vid provfiske har följande fisk fångats i sjön:
- Abborre
- Braxen
- Gärs
- Gädda
- Gös
- Löja
- Mört
- Siklöja